# إلتون بريت
إلتون بريت (بالإنجليزية: Elton Britt) هو مغني كانتري أمريكي اشتهر في الأربعينات من القرن العشرين.

## السيرة
اسمه عند الولادة هو جيمس إلتون بيكر وولد في 27 يونيو 1913 في مدينة مارشال في شمال أركنساس. والده يدعى جيمس بيكر وكانت لديه شقيقتان وشقيق.
سجل بريت أكثر من 600 أغنية و 60 ألبومًا لصالح شركة آر سي أيه وعلامات أخرى خلال أكثر من 30 عامًا، وهو معروف بعدة أغاني ناجحة كتب العديد منها أو شارك في كتابتها مثل "Someday (You Want Want Me to Want You)" و "Detour" و "Wave to Me, My Lady"، وكذلك أغنية Quicksilver في ثنائي مع روزالي ألين. أنجح أغنية له كانت "There's a Star-Spangled Banner Waving Somewhere" التي أصدرت عام 1942 وحققت مليون بيع بحلول عام 1944، وحصلت على جائزة القرص الذهبي من رابطة التسجيلات.
في 22 يونيو 1972، أصيب بريت بنوبة قلبية بينما كان يقود سيارته وتوفي في مستشفى ماكونيلسبورج في بنسلفانيا في اليوم التالي. تم دفنه في مقبرة أود فيلوز في برود توب، بنسلفانيا. كانت وفاته قبل خمسة أيام من عيد ميلاده التاسع والخمسين.
استخدمت أغنيته Uranium Fever في لعبة فول أوت 4، حيث تم وضعها في راديو اللعبة.

## وصلات خارجية
- إلتون بريت على موقع IMDb (الإنجليزية)
- إلتون بريت على موقع ميوزك برينز (الإنجليزية)
- إلتون بريت على موقع أول ميوزيك (الإنجليزية)
- إلتون بريت على موقع ديسكوغز (الإنجليزية)
- إلتون بريت على موقع قاعدة بيانات الفيلم (الإنجليزية)